# Joseph Vaschalde
Joseph Vaschalde, né le 12 octobre 1840 à Joyeuse (Ardèche) et mort le 12 janvier 1893 à Paris, est un homme politique français.

## Biographie
Conseiller général du canton de Joyeuse, il est député de l'Ardèche de 1878 à 1885, inscrit au groupe de l'Union républicaine.

## Sources
1. ↑  « Les Annales politiques et littéraires : revue populaire paraissant le dimanche », sur Gallica, 14 octobre 1883 (consulté le 1er juin 2024).

- « Joseph Vaschalde », dans Adolphe Robert et Gaston Cougny, Dictionnaire des parlementaires français, Edgar Bourloton, 1889-1891 [détail de l’édition]